# Ralph Stöckli
Pour les articles homonymes, voir Stöckli.
Ralph Stöckli, né le 23 juillet 1976 à Uzwil, est un curleur suisse. 

## Biographie
Ralph Stöckli remporte la médaille d'argent aux championnats du monde 2003 puis l'or en 2006 et l'argent en 2009 aux championnats d'Europe. Aux Jeux olympiques d'hiver de 2010 organisés à Vancouver au Canada, il est médaillé de bronze avec Jan Hauser, Markus Eggler, Simon Strübin et Toni Müller. Après sa carrière, il est chef du sport de performance à Swiss Olympic et sera chef de mission de l'équipe suisse aux Jeux olympiques d'été de 2016, les Jeux olympiques d'hivers de PyeongChang 2018, les Jeux olympiques d'été de Tokyo 2020 (en 2021) et les Jeux olympiques d'hivers de Beijing 2022.

## Palmarès

### Jeux olympiques
| Édition    | Turin 2006 | Vancouver 2010 |
| Classement | 5e         | Bronze         |

### Championnats du monde
| Édition    | Winnipeg 2003 | Lowell 2006 | Edmonton 2007 | Moncton 2009 |
| Classement | Argent        | 5e          | 4e            | 4e           |

### Championnats d'Europe
| Édition    | Bâle 2006 | Aberdeen 2009 |
| Classement | Or        | Argent        |